# Acrocercops ochronephela
Acrocercops ochronephela är en fjärilsart som beskrevs av Edward Meyrick 1908. Acrocercops ochronephela ingår i släktet Acrocercops och familjen styltmalar. Inga underarter finns listade i Catalogue of Life.